# Zalaerdőd
Zalaerdőd is een plaats (község) en gemeente in het Hongaarse comitaat Veszprém, gelegen in het district Sümeg. Zalaerdőd telt 235 inwoners (2015).

## Geschiedenis
Zalaerdőd werd voor het eerst genoemd in een certificaat in 1351 als Nauylad.
Aan het begin van de 20e eeuw behoorde het tot het district Sümeg van de comitaat Zala.